# 王興之

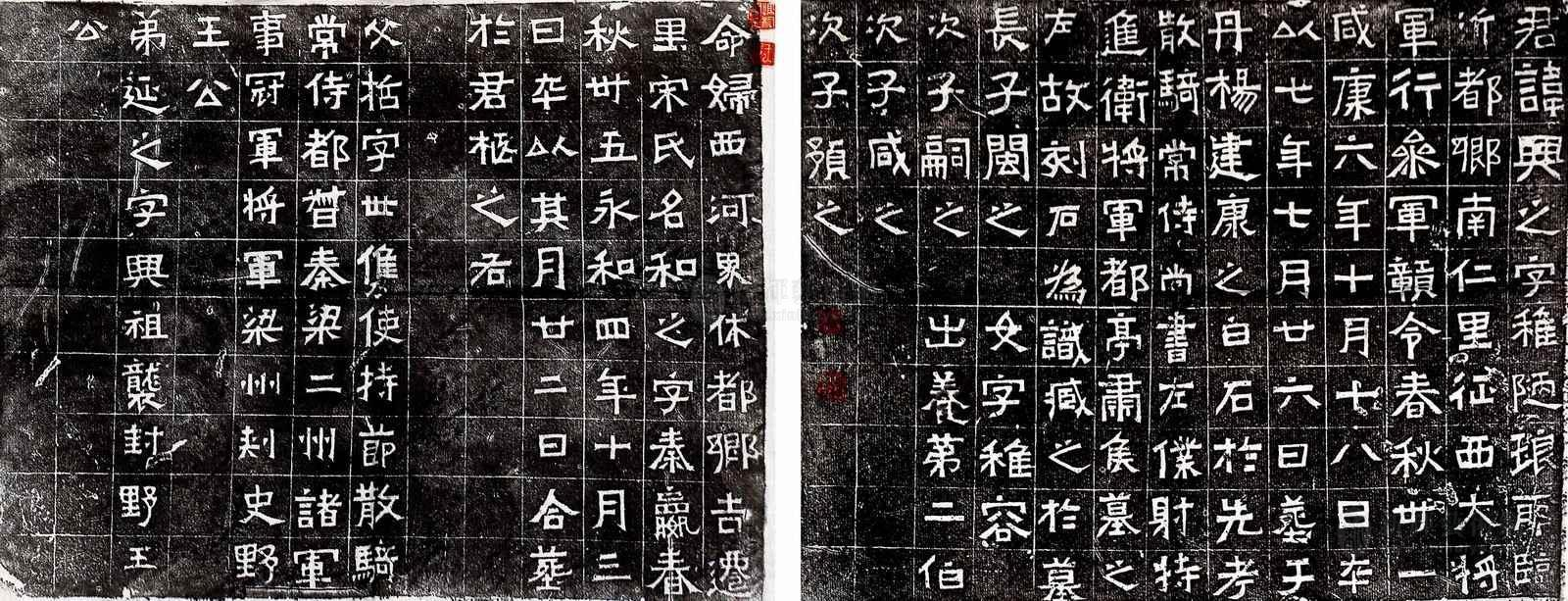
王兴之夫妇墓志拓本

王兴之（310年—340年11月23日），字稚陋，琅耶临沂都乡南仁里（山东临沂）人。东晋都亭肃侯王彬之子，官至征西大将军行参军，赣县令。
1965年1月19日，在南京郊区新民门外人台山出土了东晋《王兴之夫妇墓志》。墓主王兴之是王羲之的堂兄弟，故郭沫若先生据此在一九六五年第六期《文物》上发表了《由王谢墓志的出土论到兰亭序的真伪》一文，从而展开了建国以来第一次书法大论战。

## 墓志
释文：
君讳兴之，字稚陋。琅耶临沂都乡南仁里。征西大将军行参军，赣令。春秋卅一。咸康六年十月十八日卒。以七年七月二十六日葬于丹杨建康之白石，于先考散骑常侍、尚书左仆射、特进、卫将军、都亭肃侯墓之左。故刻石为识，藏之于墓。
长子闽之。女字稚容。
次子嗣之，出养第二伯。
次子咸之。
次之预之。
命妇西河界休都乡吉迁里宋氏，名和之，字秦嬴，春秋卅五，永和四年十月三日卒。以其月廿二日，合葬于君柩之右。父哲，字世儁，使持节散骑常侍、都督秦梁二州诸军事、冠军将军、梁州刺使、野王公。弟延之，字兴祖。袭封野王公。

## 家族
- 祖：王正
- 父：王彬
- 妻：宋和之（294年-348年）
- 岳父：宋哲
- 妻舅：宋延之
- 长子：王闽之（331年-358年），字冶民，妻吴兴施氏，字女式。生一女：王稚容。
- 次子：王嗣之
- 三子：王咸之
- 四子：王预之